# Spodnje Dole
Spodnje Dole (nemško Unterdellach) je naselje v Občini Otok v Okraju Celovec-dežela na Koroškem v Avstriji.